# Świętosława di Polonia
Świętosława di Polonia (in ceco Svatava; c. 1046–1048 – 1º settembre 1126) è stata una nobile polacca terza moglie del duca (poi re) Vratislao II di Boemia e prima regina consorte di Boemia dal 1085 al 1092.

## Biografia

### Origini
Świętosława era figlia del duca Casimiro I di Polonia e di sua moglie Maria Dobroniega di Kiev. Attraverso la bisnonna Dubrawka di Boemia era imparentata con la stirpe dei Přemyslidi, la famiglia del suo futuro marito. I suoi fratelli Boleslao II l'Ardito e Ladislao Ermanno furono entrambi duchi di Polonia.

### Matrimonio con Vratislao
Il duca di Boemia Vratislao sposò Świętosława nel 1062, un anno dopo la morte della precedente moglie Adelaide d'Ungheria. La prima moglie Maria era morta dopo la nascita del loro figlio, nato morto. Secondo gli storici tedeschi, Świętosława aveva 15 anni al momento del matrimonio, mentre secondo Oswald Balzer aveva tra i 19 e i 22 anni.
Con questo matrimonio fu assicurata la neutralità della Boemia nel conflitto polacco-tedesco. Inoltre Vratislao mantenne rapporti amichevoli con Boleslao II l'Ardito ma in un secondo momento ebbero una disputa sui confini ceco-polacchi.

### Prima regina di Boemia
La nuova duchessa diede alla luce quattro figli; Vratislao ne aveva già altri quattro. Il figlio più giovane, Sobeslao (Soběslav), nacque probabilmente nel 1075. I suoi figli Vladislao e Sobeslao divennero duchi negli anni di conflitti dopo la morte del padre, mentre sua figlia Giuditta sposò Wiprecht, suo alleato e amico, che fu margravio di Meißen.
Attorno al 1085 Vratislao II Świętosława furono incoronati re e regina di Boemia dall'arcivescovo Egilberto. Regnarono per i successivi sette anni.

### Vedovanza
Nel 1092 Świętosława rimase vedova e vide la lotta per il trono di Boemia tra i Přemyslidi. Nel 1111 assistette ai negoziati tra Vladislao I e Boleslao III Boccatorta. Dopo la morte di Vratislao, cercò di attenuare gli scontri tra i loro figli più giovani Vladislao e Sobeslao.
Nel 1125 Vladislao morente confermò come successore il suo parente Ottone II il Nero, desiderio anche della moglie di Vladislao, Richeza di Berg. Solo l'intervento di sua madre cambiò la sua opinione, e Vladislao si riconciliò con suo fratello Sobeslao.
Świętosława, rimasta vedova per trent'anni, visse abbastanza da vedere la vittoria di suo figlio Sobeslao nella battaglia di Chlumec contro Ottone II il Nero e morì nel settembre 1126.

## Figli
- Boleslao († 1091);
- Borivoj II di Boemia (c. 1064-2 febbraio 1124), duca di Boemia;
- Vladislao I di Boemia († 12 aprile 1125), duca di Boemia;
- Sobeslao I di Boemia († 14 febbraio 1140), duca di Boemia;
- Giuditta (c. 1066-9 dicembre 1108), sposata con Wiprecht di Groitzsch.

## Ascendenza
|                          |                      |                     | Genitori                |  |  | Nonni |  |  | Bisnonni              |  |  | Trisnonni              |  |
|                          |                      |                     |                         |  |  |       |  |  | Boleslao I di Polonia |  |  | Miecislao I di Polonia |  |
|                          |                      |                     |                         |  |  |       |  |  | Boleslao I di Polonia |  |  | Miecislao I di Polonia |  |
|                          |                      | Dubrawka            |                         |  |  |       |  |  | Boleslao I di Polonia |  |  |                        |  |
| Miecislao II di Polonia  |                      |                     |                         |  |  |       |  |  | Boleslao I di Polonia |  |  |                        |  |
|                          |                      | Emnilda di Lusazia  | Dobromir di Lusazia     |  |  |       |  |  |                       |  |  |                        |  |
|                          |                      | Emnilda di Lusazia  | Dobromir di Lusazia     |  |  |       |  |  |                       |  |  |                        |  |
|                          |                      | Emnilda di Lusazia  | …                       |  |  |       |  |  |                       |  |  |                        |  |
| Casimiro I di Polonia    |                      | Emnilda di Lusazia  |                         |  |  |       |  |  |                       |  |  |                        |  |
|                          |                      | Azzo di Lotaringia  | Ermanno I di Lotaringia |  |  |       |  |  |                       |  |  |                        |  |
|                          |                      | Azzo di Lotaringia  | Ermanno I di Lotaringia |  |  |       |  |  |                       |  |  |                        |  |
|                          |                      | Azzo di Lotaringia  | Elvige di Dillingen     |  |  |       |  |  |                       |  |  |                        |  |
| Richeza di Lotaringia    |                      | Azzo di Lotaringia  |                         |  |  |       |  |  |                       |  |  |                        |  |
|                          |                      | Matilde di Germania | Ottone II di Sassonia   |  |  |       |  |  |                       |  |  |                        |  |
|                          |                      | Matilde di Germania | Ottone II di Sassonia   |  |  |       |  |  |                       |  |  |                        |  |
|                          |                      | Matilde di Germania | Teofano Scleraina       |  |  |       |  |  |                       |  |  |                        |  |
| Świętosława di Polonia   |                      | Matilde di Germania |                         |  |  |       |  |  |                       |  |  |                        |  |
|                          | Svjatoslav I di Kiev | Igor' di Kiev       |                         |  |  |       |  |  |                       |  |  |                        |  |
|                          | Svjatoslav I di Kiev | Igor' di Kiev       |                         |  |  |       |  |  |                       |  |  |                        |  |
|                          | Svjatoslav I di Kiev | Olga di Kiev        |                         |  |  |       |  |  |                       |  |  |                        |  |
| Vladimir I di Kiev       | Svjatoslav I di Kiev |                     |                         |  |  |       |  |  |                       |  |  |                        |  |
|                          |                      | Maluša              | …                       |  |  |       |  |  |                       |  |  |                        |  |
|                          |                      | Maluša              | …                       |  |  |       |  |  |                       |  |  |                        |  |
|                          |                      | Maluša              | …                       |  |  |       |  |  |                       |  |  |                        |  |
| Maria Dobroniega di Kiev |                      | Maluša              |                         |  |  |       |  |  |                       |  |  |                        |  |
|                          |                      | …                   | …                       |  |  |       |  |  |                       |  |  |                        |  |
|                          |                      | …                   | …                       |  |  |       |  |  |                       |  |  |                        |  |
|                          |                      | …                   | …                       |  |  |       |  |  |                       |  |  |                        |  |
| …                        |                      | …                   |                         |  |  |       |  |  |                       |  |  |                        |  |
|                          |                      | …                   | …                       |  |  |       |  |  |                       |  |  |                        |  |
|                          |                      | …                   | …                       |  |  |       |  |  |                       |  |  |                        |  |
|                          |                      | …                   | …                       |  |  |       |  |  |                       |  |  |                        |  |
|                          |                      | …                   |                         |  |  |       |  |  |                       |  |  |                        |  |